# Dvorec Blagovna
Dvorec Blagovna (nemško Reifenstein) stoji v naselju Goričica v Občini Šentjur.

## Zgodovina
Dvor je bil pozidan leta 1624 iz nekdanje grajske pristave Blagoneimb omenjene leta 1460. Glavni dvorec in park sta danes popolnoma uničena in se lokacija uporablja kot pašnik za konje, preostali del pa je kmetijska šola.